# سینما فرهنگ (اردستان)
سینما فرهنگ یک سینما در شهر اردستان، ایران است.
این سینما در سال ۱۳۸۵ با یک سالن با ظرفیت ۱۸۰ نفر تأسیس شده‌است.